# Robert Bolt
Robert Oxton Bolt, OBE (Salé, Cheshire, 15 de agosto de 1924 – Petersfield, Hampshire, 21 de febrero de 1995) fue un escritor y guionista británico ganador de dos premios Óscar.
Su obra más conocida es Un hombre para la eternidad, acerca del conflicto entre Tomás Moro y el rey de Inglaterra Enrique VIII en el siglo XVI a causa del divorcio de este con Catalina de Aragón, su posterior matrimonio con Ana Bolena y la reforma religiosa anglicana. Esta obra, ganadora de dos Premios Tony, fue adaptada al cine en dos ocasiones: por una de ellas, Bolt fue galardonado además con el premio Óscar al mejor guion adaptado en 1966. En la entrega anterior había recibido otro premio Oscar en la misma categoría por su adaptación al cine de Doctor Zhivago, la célebre novela de Boris Pasternak, trabajo por el cual recibió además el premio Globo de Oro al mejor guion en 1966.

## Juventud y formación
Hijo de un comerciante de condición modesta, estudió en el Manchester Grammar School, para después trabajar en una agencia de seguros. Tras su servicio durante la Segunda Guerra Mundial, ingresó en la Universidad de Mánchester, donde se graduó en Historia, tras pasar un curso en la Universidad de Exeter. Ejerció como profesor en el colegio público Millfield de Devon, Somerset hasta los treinta y tres años.

## Carrera
Durante esta época escribió una docena de radionovelas, cuyo éxito le animó a escribir su primera obra de teatro, Flowering Cherry, estrenada en 1958 con Celia Johnson y Ralph Richardson como protagonistas. Tras esta obra se dedicó exclusivamente al teatro y al cine.
En 1960 dos de sus obras, The Tiger and the Horse y A Man for All Seasons fueron estrenadas en Londres. Esta última obra ha sido representada más de 320 veces.
La mayoría de sus obras tratan acerca del conflicto entre la conciencia individual, la sociedad y la autoridad. Sus protagonistas suelen ser rebeldes frente a la opinión mayoritaria.
A pesar de su prolífica obra teatral, Bolt es probablemente más recordado por su trabajo como guionista de cine y televisión, especialmente por sus trabajos junto al director David Lean. También dirigió una película, Lady Caroline Lamb, en 1972. Sus guiones de Lawrence de Arabia y A Man for All Seasons fueron criticados como demasiado centrados en la persona del protagonista y no en el contexto global del personaje, pero ambas películas fueron un éxito de audiencia. Bolt ganó dos premios Óscar y dos premios BAFTA y fue nominado para muchos otros.

## Obras

### Obras de teatro
Bolt escribió varias obras radiofónica para la BBC en los años 1950, así como varias obras no producidas, por lo que esta lista está incompleta. Muchas de sus primeras obras fueron para niños, y solo unas pocas fueron adaptadas en los escenarios.
- The Last of the Wine (1955), obra radiofónica
- Mr Sampson's Sunday (1955), obra radiofónica
- The Critic and the Heart (1957), obra radiofónica
- The Drunken Sailor (1958), obra radiofónica
- Flowering Cherry (1958)
- The Tiger and the Horse (1960)
- A Man for All Seasons (1960)
- Gentle Jack (1963)
- The Thwarting of Baron Bolligrew (1964), obra infantil
- Vivat! Vivat Regina! (1971)
- State of Revolution (1977).[2]

### Guiones
Como guionista participó en:
- Lawrence of Arabia (guion con Michael Wilson ) (1962).
- Doctor Zhivago (1965): Premio Óscar al mejor guion adaptado.
- A Man for All Seasons (1966): Premio Óscar al mejor guion adaptado.
- Ryan's Daughter (1970).
- Lady Caroline Lamb (1972).
- The Bounty (1984).
- The Mission (1986) (originalmente publicado como novela).
- Un hombre para la eternidad (1988).
- Without Warning: The James Brady Story (1991) (para televisión).

## Premios y nominaciones
Premios Óscar
| Año  | Categoría            | Película                    | Resultado |
| ---- | -------------------- | --------------------------- | --------- |
| 1963 | Mejor guion adaptado | Lawrence de Arabia          | Nominado  |
| 1966 | Mejor guion adaptado | Doctor Zhivago              | Ganador   |
| 1967 | Mejor guion adaptado | Un hombre para la eternidad | Ganador   |